# Arrowsmith (film)
Arrowsmith is een Amerikaanse dramafilm uit 1931 onder regie van John Ford. Het scenario is gebaseerd op de gelijknamige roman uit 1925 van de Amerikaanse auteur Sinclair Lewis.

## Verhaal
De vrouw van een toegewijde arts is overleden. Hij komt in de verleiding om met een rijk meisje iets nieuws te beginnen, maar hij blijft trouw aan zijn idealen.

## Rolverdeling
| Acteur          | Personage              |
| --------------- | ---------------------- |
| Ronald Colman   | Dr. Martin Arrowsmith  |
| Helen Hayes     | Leora Arrowsmith       |
| Richard Bennett | Gustav Sondelius       |
| A.E. Anson      | Professor Max Gottlieb |
| Clarence Brooks | Oliver Marchand        |
| Alec B. Francis | Twyford                |
| Claude King     | Dr. Tubbs              |
| Bert Roach      | Bert Tozer             |
| Myrna Loy       | Joyce Lanyon           |
| Russell Hopton  | Terry Wickett          |
| David Landau    | Veearts                |
| Lumsden Hare    | Robert Fairland        |

## Prijzen en nominaties
| jaar | prijs  | categorie                 | genomineerde(n) | uitslag     |
| ---- | ------ | ------------------------- | --------------- | ----------- |
| 1932 | Oscars | Beste film                | Samuel Goldwyn  | Genomineerd |
| 1932 | Oscars | Beste aangepaste scenario | Sidney Howard   | Genomineerd |
| 1932 | Oscars | Beste productieontwerp    | Richard Day     | Genomineerd |
| 1932 | Oscars | Beste camerawerk          | Ray June        | Genomineerd |